# 1834
Cette page concerne l'année 1834 (MDCCCXXXIV en chiffres romains) du calendrier grégorien. Pour l'année 1834 av. J.-C., voir 1834 av. J.-C.
L'année 1834 est une année commune qui commence un mercredi.

## Événements

### Afrique
- 24 février : accord sur le principe d’un régime de cosouveraineté sur le nord l’Algérie actuelle entre les Français et Abd el-Kader. Ce traité, favorable à l’émir, est négocié par le général Desmichels, qui obtient d’Abd el-Kader la reconnaissance de la souveraineté française. Abd el-Kader prête serment au roi Louis-Philippe Ier qui l’investit bey d’Oranie et obtient le droit pour les Arabes d’acheter armes, poudre et munition et de disposer du port d’Arzew[1].
  - L'autorité d'Abd el-Kader est alors remise en cause par les aghas Benaouda Mazari, chef des Zmalas, et Mustapha ben Ismael, chef des Douars qui ne veulent pas se soumettre à un usurpateur. Ils se joignent à un autre chef, l'agha Kaddour ben Mokhfi, placé à la tête des Bordja et chef des Beni Aâmer, qui refuse de continuer à payer la zakât (l’achour), alléguant que la fin de la guerre rend cet impôt inutile, et qu'ils ne reconnaissaient pas pour leurs maîtres les infidèles et leurs alliés. Mis en difficulté, Abd el-Kader reçoit l’aide des Français[1].
- 22 mai : arrivée à Warmbad, rebaptisé Nisbett Bath, au Sud-Ouest africain, de Edward Cook et de missionnaires wesleyens britanniques[2]. Ils se retirent rapidement face à leurs difficultés financières.
- 12 juillet : Abd el-Kader, après avoir battu Sidi el Arubi et Kaddour ben Mokhfi, rencontre les Douars de Mustapha ben Ismael près de Mahraz. Après un combat indécis, une trêve est conclue, qui permet à Abd el-Kader de recevoir la soumission de Tlemcen. Il est maître de l’Oranie[3].
- 22 juillet : création par une ordonnance royale du « Gouvernement général des possessions françaises dans le nord de l’Afrique », après une enquête menée en Algérie actuelle par une commission composée de pairs, de députés et d’officiers[4].
- 27 juillet : Drouet d'Erlon devient le premier Gouverneur général des possessions françaises situées dans l'actuelle Algérie . Il entre en fonction le 26 septembre[5]. Il essaie sans succès de diriger le pays par l’intermédiaire du bey Ahmed de Constantine et d’Abd el-Kader dans l’ouest (fin le 8 juillet 1835)[6].
- 1er août : les Britanniques abolissent l’esclavage dans leurs colonies[7]. Dans la province du Cap, c’est une des causes du Grand Trek des fermiers Boers (1835-1837) qui se dirigent vers le Natal, l'Orange et le Transvaal.
- 25 août : début du règne de Kwaku Dua Ier, asantehene (roi) des Ashanti (fin en 1867)[8].
- 21 décembre : sixième guerre cafre entre colons d’Afrique du Sud et Bantou (fin en 1835)[9].
- Des tribus du Ouadaï pillent les pays voisins, ce qui entraîne une intervention militaire du sultan Mohammed Fadel du Darfour. Celui-ci désigne comme sultan du Ouadaï un frère d’Abd el-Kérim, Mohammed Chérif, qui doit reconnaître la suzeraineté du Darfour. Malgré cela, Mohammed Chérif entreprend quelques expéditions heureuses contre ses voisins (fin de règne en 1858)[10].
- Les troupes égyptiennes interviennent à la frontière de l'Érythrée et occupent Kassala[11].
- Abolition du monopole gouvernemental sur l’ivoire en Angola[12].

### Amérique
- 23 janvier : Le Château Saint-Louis est détruit par un incendie à Québec.
- 24 avril[13] : régime autocratique du caudillo Santa Anna au Mexique (fin en 1855). Sous la pression des conservateurs renvoie Farías, Mora et Lorenzo de Zavala, supprime la Constitution fédérale, impose un régime centraliste et dictatorial[14].
- 30 juin : le Congrès des États-Unis adopte une loi qui fait de tout le territoire américain à l’ouest du Mississippi le domaine des Indiens. Les États du Missouri et de la Louisiane, les terres de l’Arkansas ne sont pas concernées[15].
- 7 août : l’ordre de Picpus s’établit sur l’archipel des Gambier[16]. Les missionnaires entreprennent l’évangélisation des polynésiens pour contrer l’influence protestante. Pendant 30 ans, le père Laval exerce une véritable dictature sur les indigènes et leurs biens.
- 12 août : au Brésil, un acte additionnel à la Constitution de 1824 permet l’instauration d’un véritable régime parlementaire dirigé par un régent-citoyen élu pour quatre ans au suffrage restreint, en l’occurrence l'abbé Diego Antonio Feijó (pt)[17]. Le Conseil d’État, bastion des conservateurs, est aboli. Le fédéralisme triomphe : dans les provinces les assemblées législatives remplacent les conseils généraux purement consultatifs. Ce régime dure jusqu’en 1840, année lors de laquelle Pierre II atteint sa majorité et commence son règne personnel.

### Asie
- Avril : À Jérusalem, un incendie accidentel se déclenche lors de la cérémonie chrétienne du Feu sacré au Saint-Sépulcre, faisant plusieurs centaines de morts parmi les pèlerins[18].
- 7 mai : la région de Coorg (ou Kodagu), en Inde, est annexée par les Britanniques[19].
- Mai et 29 juin : batailles de Kandahar, dans la guerre de succession en Afghanistan. Battu, Shah Shuja est remplacé sur le trône de Kaboul par Dost Mohammed (fin en 1839)[20].
- 15 juin : révolte à Safed contre l’occupation égyptienne ; elle dégénère en pogrom contre la population juive[21].
- Août : les soldats d'Ibrahim Pacha qui répriment un soulèvement à Hébron sont autorisés à piller la ville. Ils mettent à sac le quartier juif (massacre d'Hébron)[21].
- 6 septembre : abolition du privilège de la Compagnie des Philippines par l'Espagne (Compañia de Filipinas)[22]. Manille s’ouvre aux commerçants étrangers.

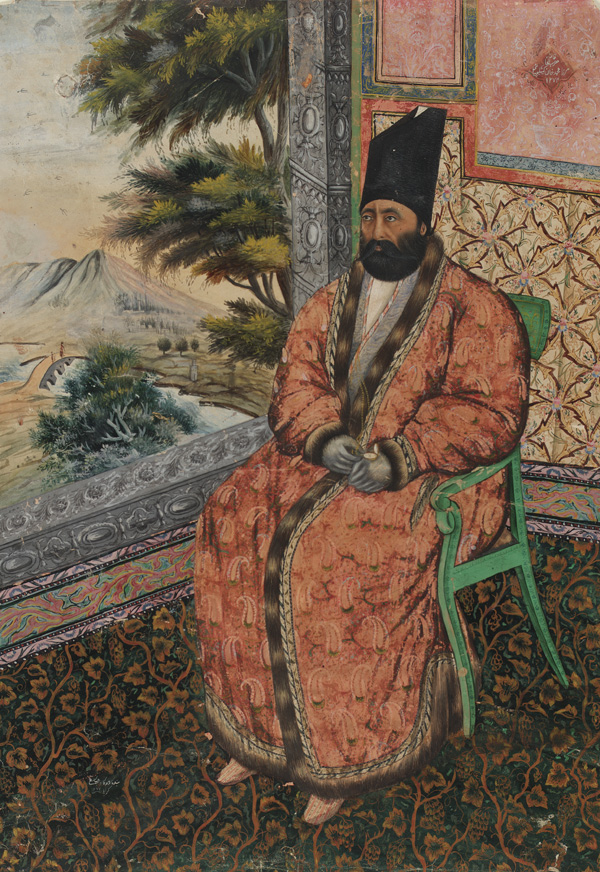
Mohammad Shah Qajar règne sur la Perse

- 23 octobre : mort de Fath 'Ali Chah après 37 ans de règne[23]. Mohammad Chah règne sur la Perse. Gouverneur d’Azerbaïdjan, il marche sur Téhéran avec une escorte anglo-russe. La ville est prise en décembre. Mohammad Chah nomme Premier ministre le gouverneur de Tabriz, le réformateur Mirza Abu'l-Qasim Farahani Qá'im Maqam (en). Il favorise les relations avec la Russie aux dépens de la Grande-Bretagne.
- Décembre : mort du roi du Cambodge Ang Chan II. Sa fille Ang Mey lui succède. L’empereur du Vietnam, Minh Mang, impose son protectorat sur le Cambodge (fin en 1845). Il entreprend une politique de vietnamisation systématique en imposant sa langue et plaçant aux côtés de chaque gouverneur cambodgien un fonctionnaire vietnamien. L’armée khmère est réduite à l’état de milice. Le Cambodge est annexé de 1841 à 1845[24].
- Au Liban, gouverné par l’émir Bachir Chehab II pour le compte de l’Égypte, Ibrahim Pacha dresse Druzes et maronites les uns contre les autres, pour les désarmer et leur imposer la conscription[25]. La nouvelle administration égyptienne cautionne des mesures en faveur des chrétiens[26]. Les contraintes (port de costumes et signes distinctifs) sont levées.
- Les armées égyptiennes étendent leur contrôle au-delà du Hedjaz. Ibrahim Pacha mène campagne vers le Sud, aux abords du Yémen[27].

### Europe

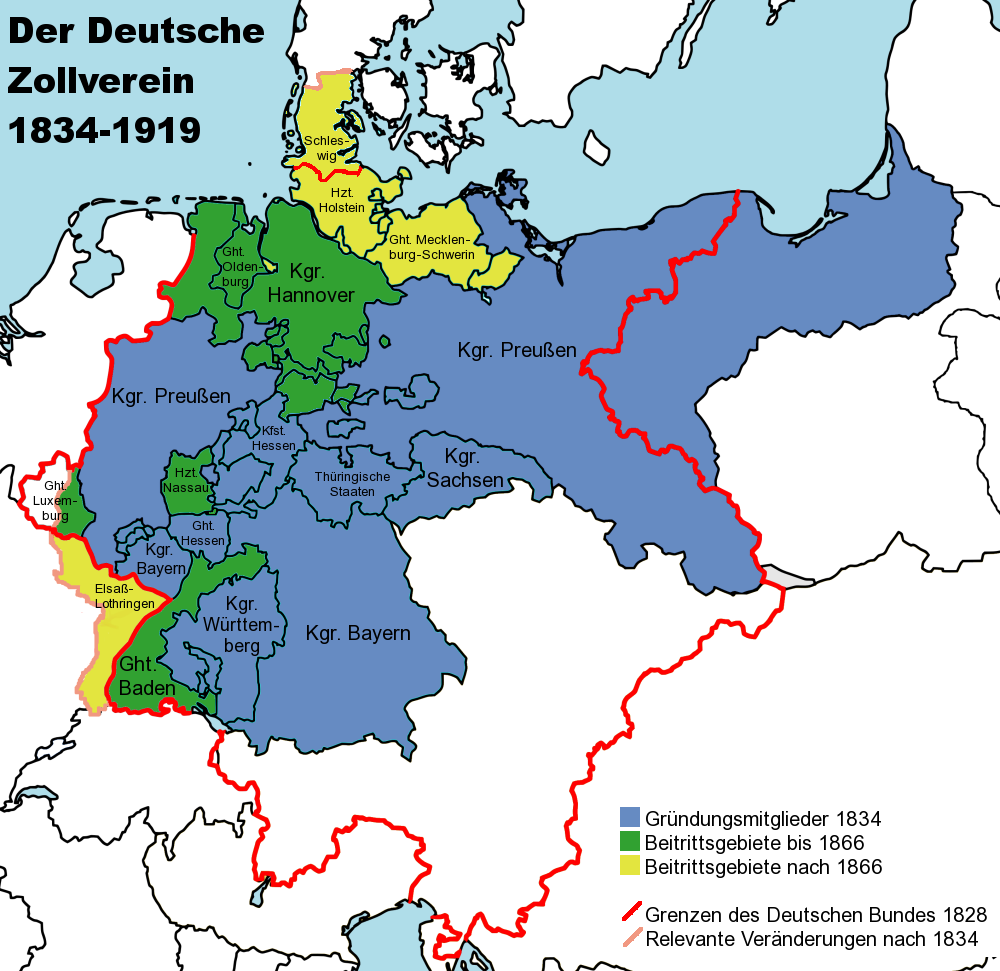
: entrée en vigueur du Zollverein.

- 1er janvier : adhésion de la Bavière et du Wurtemberg au Zollverein qui regroupe 25 États de la Confédération germanique mais exclut l’Autriche[28].
- 15 janvier : gouvernement Francisco Martínez de la Rosa en Espagne[29].
- 29 janvier (17 janvier du calendrier julien) : convention de Saint-Pétersbourg entre la Porte et la Russie ; le sultan ratifie les statuts organiques de la Moldavie et de la Valachie et la Russie s’engage à retirer ses troupes des principautés danubiennes. Le 21 mars Mihail Sturdza et Alexandre II Ghica sont nommés hospodars[30].
- 30 janvier, guerre civile portugaise⋅ : les troupes libérales de Saldanha infligent une lourde défaite aux troupes de Miguel Ier à la bataille de Pernes[31].
- 18 février, guerre civile portugaise⋅ : les forces absolutistes du général Lemos sont battues par les troupes libérales du maréchal Saldanha à la bataille d'Almoster[31].
- 9 - 15 avril : insurrection à Lyon[32].
- 13 avril : émeutes à Paris[32].
- 14 avril : massacre de la rue Transnonain[33].
- 15 avril : conclusion d’un traité de Triple Alliance entre le Royaume-Uni, l’Espagne et le Portugal. La France a été tenue soigneusement à l’écart par la diplomatie anglaise[34].
- 22 avril :
  - Quadruple-Alliance. La Grande-Bretagne, la France, l’Espagne et le Portugal s’entendent pour régler la crise dynastique en Espagne et au Portugal et garantissent l’indépendance de la Belgique : conclu à la suite des protestations françaises contre le traité du 15 avril, ce traité ne donne à la France qu’un rôle de simple supplétif mais lui permet de sauver la face[34].
  - Russie : oukase limitant le séjour à l’étranger à cinq ans pour les nobles et trois ans pour les roturiers[35] (trois et deux ans en 1851)[36].
- 24 avril, guerre civile portugaise⋅ : victoires des absolutistes à la bataille de Sant’Ana.
- 10 mai (28 avril du calendrier julien) : Mihail Sturdza reçoit de la Porte l’investiture d’hospodar de Moldavie (fin en 1849)[37].
- 21 mai : Alexandre II Ghica reçoit de la Porte l’investiture d’hospodar de Valachie (fin le 26 octobre 1842)[30].
- 16 mai, guerre civile portugaise : défaite des partisans de Miguel Ier à la bataille d'Asseiceira[38].

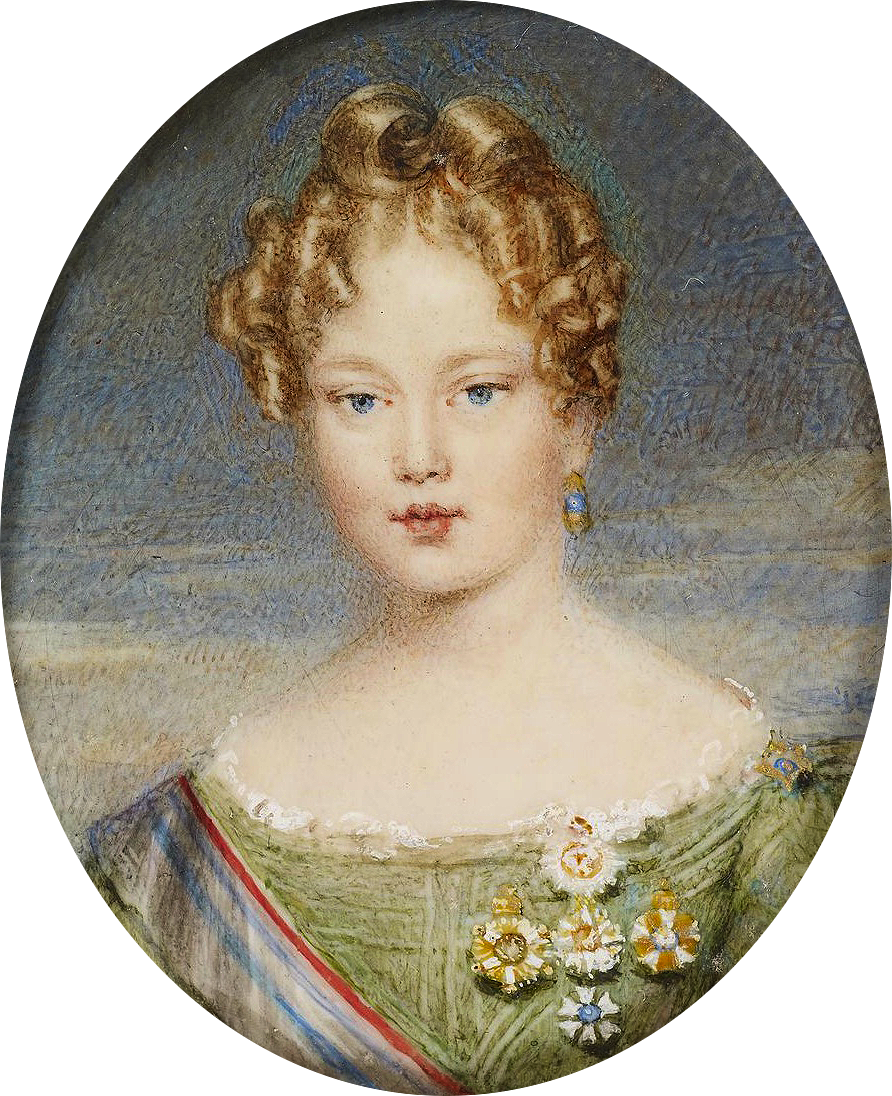
24 septembre : Maria, reine de Portugal.

- 26 mai : convention d’Evoramonte. Miguel Ier renonce définitivement à tous ses droits sur la couronne du Portugal[38]. Pedro restaure la Charte constitutionnelle. Il meurt cette même année (24 septembre) et le pouvoir passe à sa fille, Maria, déclarée majeure, sous la pression de la Quadruple-Alliance (fin en 1853). La société politique, d’accord sur l’éviction de Miguel Ier, est divisée en deux groupes : l’un (chartistes), préconise la soumission à la charte de 1826 (propriétaires terriens, bourgeoisie). L’autre regroupe des idéologues attachés à l’expression de la souveraineté nationale, partisans du retour à la constitution de 1822 (artisans, petits commerçants, classes moyennes)[39].
- 28 mai : décret d’abolition des ordres religieux au Portugal[40]. Les bourgeois enrichis, acquéreur des biens nationaux provenant des confiscations opérées aux dépens des ordres, sont anoblis (42 titres de baron sont distribués de 1834 à 1879).
- 30 mai : Johannes van den Bosch devient ministre des Colonies aux Pays-Bas (fin en 1835)[41].
- 12 juin, conférence de Vienne : protocole secret de lutte contre l’agitation des républicains en Allemagne et en Autriche[42]. Metternich, en accord avec les princes allemands, fait adopter des Résolutions qui renforcement de la censure dans chaque État allemand[43].
- 9, 21 et 31 juillet : arrestation des membres du Cercle fondé à Moscou par Herzen et Ogarev[44].
- 15 juillet :
  - abolition définitive de l’Inquisition en Espagne par la reine Marie-Christine[45].
  - inauguration de l’université de Kiev[46].
- 24 septembre : Chamil est proclamé imam du Daghestan[47]. Il fait du Daghestan un État indépendant et dirige le djihad contre les Russes qui se heurtent à sa résistance jusqu’en 1859 (Guerre du Caucase).
- Création en Russie de la Ve section de la Chancellerie privée, chargée de superviser l’administration des paysans d’État[48].

#### Royaume-Uni
- Février : création du Grand National Consolidated Trades Union (Grand syndicat national consolidé) sous l’inspiration de Robert Owen[49].
- 18 mars : affaire des « Martyrs de Tolpuddle (en) »[50]. Six ouvriers agricoles sont condamnés et déportés pour sept ans en Australie pour avoir exigé un serment de fraternité à leurs camarades adhérents au Grand National Consolidated Trades Union.
- 18 juillet : début du premier ministère whig de Lord Melbourne, Premier ministre du Royaume-Uni (fin le 17 novembre)[51].
- 1er août : abolition de l'esclavage dans les colonies britanniques[50].
- 14 août : nouvelle Loi des pauvres (Poor Law amendment Act)[50], qui remanie, en la durcissant, l’aide publique aux indigents et crée des asiles aux conditions de vie inhumaine (les « bastilles »), destinées à recueillir les enfants abandonnés et les pauvres. Ces workhouses constituent un réservoir de main-d’œuvre à des conditions inférieures à celles des salariés indépendants les plus pauvres.

J. M. W. Turner assiste à l’incendie de 1834 et réalise plusieurs toiles à ce sujet, notamment cet Incendie des Chambres du Parlement (The Burning of the Houses of Parliament, 1835).

- 16 octobre : le palais de Westminster, siège du parlement britannique, est détruit par un incendie. Il est reconstruit dans le style néogothique par l’architecte Charles Barry en 1837[52]. Les Communes retournent y siéger en 1847, mais l’édifice n’est achevé qu’en 1860.
- 14 novembre : le roi révoque le gouvernement whig de Lord Melbourne[53].
- 10 décembre : début du ministère tory de Robert Peel, Premier ministre du Royaume-Uni (fin le 8 avril 1835)[51]. En nommant le conservateur Robert Peel, le roi tente de choisir un Premier ministre qui n’a pas la majorité aux Communes. Peel ne reste que quatre mois au pouvoir.
- 18 décembre : manifeste de Tamworth (en), déclaration de politique générale publié par le chef des tories Robert Peel, fondateur du parti conservateur. Il annonce son acceptation de la réforme électorale de 1832 et reconnaît la nécessité de procéder à des réformes[54].

## Naissances en 1834
- 1er janvier : Ludovic Halévy, académicien français († 7 mai 1908).
- 2 janvier : Vassili Perov, peintre russe († 10 juin 1882).
- 9 janvier : Jan Verhas, peintre belge († 29 octobre 1896).
- 14 janvier :
  - Ludwig Abel, violoniste, chef d'orchestre et compositeur allemand († 13 août 1895).
  - William Cleaver Francis Robinson, homme politique britannique († 2 mai 1897).
- 19 janvier : Alexander von Homeyer, ornithologue allemand († 14 juillet 1903).
- 20 janvier : Théodore Salomé, organiste, maître de chapelle et compositeur français († 26 juillet 1896).
- 26 janvier : Piotr Petrovitch Verechtchaguine, peintre paysagiste russe († 28 janvier 1886).

- 5 février : Edmond Lebel, peintre français († 17 septembre 1908).
- 8 février : Dmitri Mendeleïev, chimiste russe († 2 février 1907).
- 9 février : 
  - Jacques Orteig, alpiniste français  († 2 janvier 1904).
  - Charles R. Adams, chanteur d'opéra et professeur de chant américain († 4 juillet 1900).
- 23 février : Jacques Carabain, peintre de paysages urbains belge d'origine néerlandaise († 2 janvier 1933).
- 26 février : Giuseppe Sciuti, peintre italien († 13 mars 1911).

- 14 mars : Jules Lefebvre, peintre français, professeur à l'École des beaux-arts de Paris et à l'Académie Julian († 24 février 1912).
- 17 mars : Gottlieb Daimler, ingénieur allemand, conçoit la première voiture († 6 mars 1900).
- 22 mars : Camille Adrien Paris, peintre animalier et de paysage français († 17 août 1901).
- 24 mars : William Morris, peintre, écrivain et designer textile britannique († 3 octobre 1896).

- 1er avril : Isidore Legouix, compositeur français († 15 septembre 1916).
- 19 avril : Grigori Miassoïedov, peintre russe († 31 décembre 1911).
- 22 avril : Gaston Planté, physicien français († 21 mai 1889).
- 23 avril : Julius Reubke, compositeur, pianiste et organiste allemand († 3 juin 1858).
- 30 avril : John Lubbock, préhistorien, biologiste et politicien britannique († 28 mai 1913).

- 5 mai : Viktor Hartmann, architecte et peintre russe († 4 août 1873).
- 13 mai : Henri Bouchet-Doumenq, peintre français († 12 mai 1908).

- 13 juin : Albert Becker, compositeur et chef d'orchestre allemand († 10 janvier 1899).
- 17 juin : Gaston Nouël de Buzonnière, sculpteur français.
- 29 juin : Robert Montgomery, professeur et sénateur finlandais († 3 août 1898).

- 4 juillet :  Christopher Dresser, architecte britannique († 24 novembre 1904).
- 10 juillet : James Whistler, peintre américain († 17 juillet 1903).
- 19 juillet :
  - Edgar Degas, peintre français († 27 septembre 1917).
  - Jean-Marie Déguignet, soldat, écrivain breton († 29 août 1905).
  - Henri-Charles Oulevay, peintre, caricaturiste, dessinateur, graveur français († 1915).
- 20 juillet :
  - Jacques Errera (banquier), banquier belge et fondateur de la Banque de Bruxelles († 12 décembre 1880).
  - Gyokusen, peintre japonais († 16 septembre 1913).
- 30 juillet : Rudolf Epp, peintre allemand († 8 août 1910).

- 2 août : Frédéric Auguste Bartholdi, sculpteur français († 4 octobre 1904).
- 4 août : Gaspar Núñez de Arce, poète et homme politique espagnol († 9 juin 1903).
- 9 août : Elias Álvares Lobo, compositeur brésilien († 15 décembre 1901).
- 15 août : Luigi Crosio, peintre italien († 1916).
- 17 août : Peter Benoit, compositeur et professeur de musique belge († 8 mars 1901).
- 18 août : Gilbert de Séverac, peintre français († 17 novembre 1897).
- 30 août : Maria Piotrowiczowa, patriote polonaise († 24 février 1863).

- 18 septembre : Nikolaï Petrovitch Petrov, peintre russe († 13 juillet 1876).
- 25 septembre : Carl Ludwig Christoph Douzette, peintre allemand († 21 février 1924).

- 10 novembre : José Hernández, poète, journaliste et homme politique argentin († 21 octobre 1886).
- 11 novembre : Armand Dandoy, peintre et photographe belge († 14 juillet 1898).
- 13 novembre : Albano Lugli, peintre et céramiste italien. {† 8 août 1914).
- 22 novembre : Jacques Berger, peintre et dessinateur sur tissu français († 1919).
- 26 novembre : Serafino Vannutelli, cardinal italien († 19 août 1915).

- 16 décembre : Léon Walras, économiste français († 5 janvier 1910).
- 19 décembre : Antonio Gisbert, peintre espagnol († 27 novembre 1901).

- Date inconnue :
  - Arseni Mechtcherski, peintre paysagiste russe († 26 novembre 1902).
  - Vicente Palmaroli, peintre espagnol († 25 janvier 1896).
  - Joseph-Marie Squinabol, professeur d'université et traducteur italien († 10 septembre 1915).

## Décès en 1834
- 4 janvier : Mauro Gandolfi, peintre et graveur italien (° 18 septembre 1764).
- 25 janvier : Joseph-Hippolyte Duvivier, prêtre oratorien et écrivain belge (° 20 avril 1752).
- 29 janvier : Karlo Lanza, homme politique dalmate originaire d'Italie (° 3 novembre 1778).

- 7 février : Jean-Baptiste Wicar, peintre néo-classique et collectionneur d'art français (° 22 janvier 1762).
- 12 février : Friedrich Schleiermacher, théologien piétiste (° 21 novembre 1768).

- 2 mars : José Cecilio del Valle, avocat, homme d'État, journaliste et intellectuel centraméricain (° 22 novembre 1777).
- 15 mars : Sauveur Legros, poète, écrivain, peintre, aquarelliste, dessinateur et graveur né en Belgique et décédé en France (° 1754).
- 30 mars : Louise-Adéone Drölling, peintre française (° 29 mai 1797).

- 3 avril : Domenico dalla Rosa, peintre italien (° 30 mars 1778).
- 28 avril : Joseph Morel, général du Premier Empire (° 15 mars 1763)

- 17 mai :
  - Pierre Liu, laïc chinois converti au christianisme, martyr, saint (° v. 1760).
  - Enrique José O'Donnell, militaire espagnol d'origine irlandaise (° 1769).
- 20 mai : Marquis de La Fayette, aristocrate d'orientation libérale, officier et homme politique français (° 6 septembre 1757).
- 25 mai : Charles Joseph Auriol, peintre suisse (° 13 novembre 1778).

- 24 juillet : Georges Chaix, peintre (° 19 octobre 1784).
- 25 juillet : Samuel Taylor Coleridge, poète, critique et philosophe britannique (° 21 octobre 1772).

- 31 août : Karl Ludwig Harding, astronome allemand (° 29 septembre 1765).

- 24 septembre : Pierre Ier du Brésil, en exil au Portugal (° 12 octobre 1798).
- 27 septembre : Konrad Mannert, historien et géographe allemand (° 17 avril 1756).

- 5 octobre : Conrad Westermayr, peintre allemand (° 30 janvier 1765).
- 8 octobre : François-Adrien Boïeldieu, compositeur français (° 16 décembre 1775).

- 16 novembre : Joseph Marie Stanislas Becquey-Beaupré, ingénieur des ponts et chaussées français (° 6 mai 1751).
- 22 novembre : Joseph-Marie Godefroy de Tonnancour, homme politique canadien (° 15 août 1750).

- 23 décembre : Malthus, économiste britannique, célèbre pour sa théorie de la croissance de la population plus rapide que la croissance de la production, provoquant un accroissement de la misère générale (° 13 février 1766).
- 27 décembre : Charles Lamb, essayiste anglais (nom de plume Elia (° 10 février 1775).

- Date inconnue :
  - Jacques Balmat dit Le Mont Blanc : premier ascensionniste du mont Blanc avec Michel Paccard (° 1762).
  - August Duranowski, violoniste et compositeur polonais (° 1770).
  - Alexandre Jean Noël, peintre français (° 25 juillet 1752).
  - Filip Višnjić, poète épique et joueur de gusle serbe de Bosnie (° 1767).